# 条件付期待値
確率論において、確率変数の条件付き期待値（じょうけんつききたいち、英: conditional expectation）とは初等的には何らかの情報が与えられた場合の確率変数に期待される値のことである。しかし、より一般の場合の定義では、確率変数の条件付き期待値は新しい確率変数であり、元の確率変数より強い可測性をもつ。このことは新しい確率変数を決定するのに必要な情報が減少したということなので、情報を減らしたときに確率変数がどうなるかを計算したものとみることもできる。この方法で情報を最小のものにすると、条件付き期待値は定数になり期待値と一致する。初等的な定義では、この最小の情報に情報を追加したときの挙動を見ているといってもよい。

## 初等的な定義
初等的な定義では条件付き期待値は条件付き確率による期待値である。P(A) > 0 をみたす事象 A が起きたことが分かったときに、事象 B が起きる条件付き確率は
{\displaystyle \operatorname {P} (B\mid A):={\frac {\operatorname {P} (A\cap B)}{\operatorname {P} (A)}}}
で定義され、事象 A が起きたことが分かったときの確率変数 X の条件付き期待値は
{\displaystyle \operatorname {E} [X\mid A]:=\operatorname {E} ^{\operatorname {P} (\cdot \mid A)}[X]={\frac {\operatorname {E} [X,A]}{\operatorname {P} (A)}}}
で与えられる。

### 初等的な場合の例
大小二つのサイコロを投げて大きいほうのサイコロの目を X、小さいほうのサイコロの目を Y としよう。条件付き期待値を計算したい確率変数を2つのサイコロの目の積 XY とし、Y = 3 という情報が分かっているとする。
このとき、ありうる可能性は (X, Y) = {(1,3), (2,3), (3,3), (4,3), (5,3), (6,3)} の6通りであり、それぞれ確率 1/6 なので
{\displaystyle \operatorname {E} [XY\mid Y=3]=1\cdot 3\cdot {\frac {1}{6}}+\cdots +6\cdot 3\cdot {\frac {1}{6}}={\frac {21}{2}}}
となる。同様に Y = y が分かっているとすると
{\displaystyle \operatorname {E} [XY\mid Y=y]={\frac {21y}{6}}}
というのが分かるが、これを
{\displaystyle \operatorname {E} [XY\mid Y]={\frac {21Y}{6}}}
と書くと、「Y の値が決まったときの XY の期待値は 21 Y / 6 である。」と自然に読むことができる。このようなことは一般の確率変数の組 X と Y が与えられた場合にもいえることで、関数 f をうまく見つけてきて
{\displaystyle E[X\mid Y]=f(Y)}
とすることができる。

## 一般の場合
初等的な場合の例でサイコロを投げるかわりに、X と Y が平均 2、分散 1 の正規分布に従う場合を考えてみると、
{\displaystyle E[XY\mid Y]=2Y}
とするのがよさそうだが、正規分布は連続確率分布なので、Y = y となる確率は 0 である。よって、初等的な定義を使うことはできない。そこで、一般の場合は条件付き期待値として満たすべき条件を定めて、それを満たす唯一の確率変数を条件付き期待値として定義する。
条件付き確率密度関数を使い、fY(y) > 0 ならば、以下のように計算できる。fY(y) は Y の確率密度関数である。
{\displaystyle \operatorname {E} [X\mid Y=y]=\int _{\mathcal {X}}xf_{X\mid Y}(x\mid y)\,\mathrm {d} x,}
{\displaystyle f_{X\mid Y}(x\mid y)={\frac {f_{X,Y}(x,y)}{f_{Y}(y)}}}
さらに、一般の場合は情報を事象でも確率変数の値でもなく、完全加法族で与える。

### 定義
確率空間 (Ω, F, P) 上の可積分確率変数 X と σ集合体 G ⊂ F が与えられたとき、確率変数 Y が X の G に関する条件付き期待値であるとは
- Y は G 可測な可積分確率変数
- 任意の G 可測な事象 A に対して、E[X, A] = E[Y, A]

が成り立つことである。このような Y は零集合を除いて唯一に定まるので、E[X | G] と書く。